# İbrahim Serdar Aydın
İbrahim Serdar Aydın (Bakırköy, 19 juli 1996) is een Turks professioneel voetballer. Hij verruilde in 2015 Fenerbahçe voor Bursaspor.

## Carrière
Aydın speelde van 2007 tot 2013 in de jeugd van Fenerbahçe. In april 2013 maakte hij zijn debuut in de Süper Lig. Gedurende het seizoen 2014/15 werd hij verhuurd aan Karabükspor. In 2015 nam Bursaspor hem over. De club verhuurde hem gelijk voor de duur van een seizoen aan Yeşil Bursa.